# Servília Cepió la Major
Servília la Major (en llatí: Servilia Caepionis Maior) va ser una matrona romana de finals de l'època republicana, coneguda principalment per haver estat amant de Juli Cèsar i mare de Marc Juni Brutus. Els seus pares van ser Lívia Drusa, germana de Marc Livi Drus, i Quint Servili Cepió el jove. Després de l'escandalós divorci dels seus pares, es va criar a casa del seu oncle matern, Marc Livi Drus. Cató d'Útica era el seu germanastre.
Servília es va casar dues vegades: el seu primer marit va ser Marc Juni Brutus (mort el 77 aC), amb el qual va tenir un fill, de nom igualment Marc Juni Brutus. Més tard, es va casar amb Dècim Juni Silà, amb el qual va ser mare de tres filles. Cap al 63 aC es va convertir en amant de Cèsar, amb el qual va mantenir una relació que es va allargar durant anys. Sembla que Cèsar estava més fascinat per la seva personalitat que pels seus encants. Després de la Segona Guerra Civil romana contra Pompeu, Cèsar la va afavorir permetent-li adquirir a preu reduït algunes propietats confiscades.
Segons Ciceró, després de l'assassinat de Cèsar a mans de Brutus, entre d'altres, Servília va hostatjar alguns dels assassins a casa seva, i va oferir-los ajuda. Després de la mort de Brutus, les cendres del qual li van ser enviades, va viure sota la protecció de Pomponi Àtic.

## Arbre familiar
Llegenda:
- (1) - primera espòs/sa
- (2) - segona espòs/sa
- x - assassí del Cèsar

| Salònia (2)             | Salònia (2)             | Salònia (2)             | Salònia (2)             | Salònia (2)             | Salònia (2)             |                      |                      | Cató el Vell         | Cató el Vell         | Cató el Vell       | Cató el Vell       | Cató el Vell            | Cató el Vell            |                         |                         | Licínia (1)             | Licínia (1)             | Licínia (1)             | Licínia (1)             | Licínia (1)             | Licínia (1)             |                       |                       |                                  |                                  |                                  |                                  |                                  |                                  |                   |                   |                   |                   |                   |                   |                   |                   |                     |                     |                     |                     |                     |                     |  |  |  |  |  |  |
| Salònia (2)             | Salònia (2)             | Salònia (2)             | Salònia (2)             | Salònia (2)             | Salònia (2)             |                      |                      | Cató el Vell         | Cató el Vell         | Cató el Vell       | Cató el Vell       | Cató el Vell            | Cató el Vell            |                         |                         | Licínia (1)             | Licínia (1)             | Licínia (1)             | Licínia (1)             | Licínia (1)             | Licínia (1)             |                       |                       |                                  |                                  |                                  |                                  |                                  |                                  |                   |                   |                   |                   |                   |                   |                   |                   |                     |                     |                     |                     |                     |                     |  |  |  |  |  |  |
|                         |                         |                         |                         |                         |                         |                      |                      |                      |                      |                    |                    |                         |                         |                         |                         |                         |                         |                         |                         |                         |                         |                       |                       |                                  |                                  |                                  |                                  |                                  |                                  |                   |                   |                   |                   |                   |                   |                   |                   |                     |                     |                     |                     |                     |                     |  |  |  |  |  |  |
|                         |                         |                         |                         |                         |                         |                      |                      |                      |                      |                    |                    |                         |                         |                         |                         |                         |                         |                         |                         |                         |                         |                       |                       |                                  |                                  |                                  |                                  |                                  |                                  |                   |                   |                   |                   |                   |                   |                   |                   |                     |                     |                     |                     |                     |                     |  |  |  |  |  |  |
| Marc Porci Cató Salonià | Marc Porci Cató Salonià | Marc Porci Cató Salonià | Marc Porci Cató Salonià | Marc Porci Cató Salonià | Marc Porci Cató Salonià |                      |                      |                      |                      |                    |                    | Marc Porci Cató Licinià | Marc Porci Cató Licinià | Marc Porci Cató Licinià | Marc Porci Cató Licinià | Marc Porci Cató Licinià | Marc Porci Cató Licinià |                         |                         | Marc Livi Emilià Drus   | Marc Livi Emilià Drus   | Marc Livi Emilià Drus | Marc Livi Emilià Drus | Marc Livi Emilià Drus            | Marc Livi Emilià Drus            |                                  |                                  |                                  |                                  |                   |                   |                   |                   |                   |                   |                   |                   |                     |                     |                     |                     |                     |                     |  |  |  |  |  |  |
| Marc Porci Cató Salonià | Marc Porci Cató Salonià | Marc Porci Cató Salonià | Marc Porci Cató Salonià | Marc Porci Cató Salonià | Marc Porci Cató Salonià |                      |                      |                      |                      |                    |                    | Marc Porci Cató Licinià | Marc Porci Cató Licinià | Marc Porci Cató Licinià | Marc Porci Cató Licinià | Marc Porci Cató Licinià | Marc Porci Cató Licinià |                         |                         | Marc Livi Emilià Drus   | Marc Livi Emilià Drus   | Marc Livi Emilià Drus | Marc Livi Emilià Drus | Marc Livi Emilià Drus            | Marc Livi Emilià Drus            |                                  |                                  |                                  |                                  |                   |                   |                   |                   |                   |                   |                   |                   |                     |                     |                     |                     |                     |                     |  |  |  |  |  |  |
|                         |                         |                         |                         |                         |                         |                      |                      |                      |                      |                    |                    |                         |                         |                         |                         |                         |                         |                         |                         |                         |                         |                       |                       |                                  |                                  |                                  |                                  |                                  |                                  |                   |                   |                   |                   |                   |                   |                   |                   |                     |                     |                     |                     |                     |                     |  |  |  |  |  |  |
| Marc Porci Cató (2)     | Marc Porci Cató (2)     | Marc Porci Cató (2)     | Marc Porci Cató (2)     | Marc Porci Cató (2)     | Marc Porci Cató (2)     |                      |                      | Lívia Drusa          | Lívia Drusa          | Lívia Drusa        | Lívia Drusa        | Lívia Drusa             | Lívia Drusa             |                         |                         | Quint Servili Cepió (1) | Quint Servili Cepió (1) | Quint Servili Cepió (1) | Quint Servili Cepió (1) | Quint Servili Cepió (1) | Quint Servili Cepió (1) |                       |                       | Marc Livi Drus                   | Marc Livi Drus                   | Marc Livi Drus                   | Marc Livi Drus                   | Marc Livi Drus                   | Marc Livi Drus                   |                   |                   |                   |                   |                   |                   |                   |                   |                     |                     |                     |                     |                     |                     |  |  |  |  |  |  |
| Marc Porci Cató (2)     | Marc Porci Cató (2)     | Marc Porci Cató (2)     | Marc Porci Cató (2)     | Marc Porci Cató (2)     | Marc Porci Cató (2)     |                      |                      | Lívia Drusa          | Lívia Drusa          | Lívia Drusa        | Lívia Drusa        | Lívia Drusa             | Lívia Drusa             |                         |                         | Quint Servili Cepió (1) | Quint Servili Cepió (1) | Quint Servili Cepió (1) | Quint Servili Cepió (1) | Quint Servili Cepió (1) | Quint Servili Cepió (1) |                       |                       | Marc Livi Drus                   | Marc Livi Drus                   | Marc Livi Drus                   | Marc Livi Drus                   | Marc Livi Drus                   | Marc Livi Drus                   |                   |                   |                   |                   |                   |                   |                   |                   |                     |                     |                     |                     |                     |                     |  |  |  |  |  |  |
|                         |                         |                         |                         |                         |                         |                      |                      |                      |                      |                    |                    |                         |                         |                         |                         |                         |                         |                         |                         |                         |                         |                       |                       |                                  |                                  |                                  |                                  |                                  |                                  |                   |                   |                   |                   |                   |                   |                   |                   |                     |                     |                     |                     |                     |                     |  |  |  |  |  |  |
|                         |                         |                         |                         |                         |                         |                      |                      |                      |                      |                    |                    |                         |                         |                         |                         |                         |                         |                         |                         |                         |                         |                       |                       |                                  |                                  |                                  |                                  |                                  |                                  |                   |                   |                   |                   |                   |                   |                   |                   |                     |                     |                     |                     |                     |                     |  |  |  |  |  |  |
| Atília (1)              | Atília (1)              | Atília (1)              | Atília (1)              | Atília (1)              | Atília (1)              |                      |                      | Cató el Jove         | Cató el Jove         | Cató el Jove       | Cató el Jove       | Cató el Jove            | Cató el Jove            |                         |                         |                         |                         |                         |                         |                         |                         |                       |                       | Marc Livi Drus Claudià (adoptat) | Marc Livi Drus Claudià (adoptat) | Marc Livi Drus Claudià (adoptat) | Marc Livi Drus Claudià (adoptat) | Marc Livi Drus Claudià (adoptat) | Marc Livi Drus Claudià (adoptat) |                   |                   |                   |                   |                   |                   |                   |                   |                     |                     |                     |                     |                     |                     |  |  |  |  |  |  |
| Atília (1)              | Atília (1)              | Atília (1)              | Atília (1)              | Atília (1)              | Atília (1)              |                      |                      | Cató el Jove         | Cató el Jove         | Cató el Jove       | Cató el Jove       | Cató el Jove            | Cató el Jove            |                         |                         |                         |                         |                         |                         |                         |                         |                       |                       | Marc Livi Drus Claudià (adoptat) | Marc Livi Drus Claudià (adoptat) | Marc Livi Drus Claudià (adoptat) | Marc Livi Drus Claudià (adoptat) | Marc Livi Drus Claudià (adoptat) | Marc Livi Drus Claudià (adoptat) |                   |                   |                   |                   |                   |                   |                   |                   |                     |                     |                     |                     |                     |                     |  |  |  |  |  |  |
|                         |                         |                         |                         |                         |                         |                      |                      |                      |                      |                    |                    |                         |                         |                         |                         |                         |                         |                         |                         |                         |                         |                       |                       |                                  |                                  |                                  |                                  |                                  |                                  |                   |                   |                   |                   |                   |                   |                   |                   |                     |                     |                     |                     |                     |                     |  |  |  |  |  |  |
|                         |                         |                         |                         |                         |                         |                      |                      |                      |                      |                    |                    |                         |                         |                         |                         |                         |                         |                         |                         |                         |                         |                       |                       |                                  |                                  |                                  |                                  |                                  |                                  |                   |                   |                   |                   |                   |                   |                   |                   |                     |                     |                     |                     |                     |                     |  |  |  |  |  |  |
|                         |                         |                         |                         | Marc Juni Brutus (1)    | Marc Juni Brutus (1)    | Marc Juni Brutus (1) | Marc Juni Brutus (1) | Marc Juni Brutus (1) | Marc Juni Brutus (1) |                    |                    | Servília la Major       | Servília la Major       | Servília la Major       | Servília la Major       | Servília la Major       | Servília la Major       |                         |                         | Dècim Juni Silà (2)     | Dècim Juni Silà (2)     | Dècim Juni Silà (2)   | Dècim Juni Silà (2)   | Dècim Juni Silà (2)              | Dècim Juni Silà (2)              |                                  |                                  |                                  |                                  | Servília la Menor | Servília la Menor | Servília la Menor | Servília la Menor | Servília la Menor | Servília la Menor |                   |                   | Quint Servili Cepió | Quint Servili Cepió | Quint Servili Cepió | Quint Servili Cepió | Quint Servili Cepió | Quint Servili Cepió |  |  |  |  |  |  |
|                         |                         |                         |                         | Marc Juni Brutus (1)    | Marc Juni Brutus (1)    | Marc Juni Brutus (1) | Marc Juni Brutus (1) | Marc Juni Brutus (1) | Marc Juni Brutus (1) |                    |                    | Servília la Major       | Servília la Major       | Servília la Major       | Servília la Major       | Servília la Major       | Servília la Major       |                         |                         | Dècim Juni Silà (2)     | Dècim Juni Silà (2)     | Dècim Juni Silà (2)   | Dècim Juni Silà (2)   | Dècim Juni Silà (2)              | Dècim Juni Silà (2)              |                                  |                                  |                                  |                                  | Servília la Menor | Servília la Menor | Servília la Menor | Servília la Menor | Servília la Menor | Servília la Menor |                   |                   | Quint Servili Cepió | Quint Servili Cepió | Quint Servili Cepió | Quint Servili Cepió | Quint Servili Cepió | Quint Servili Cepió |  |  |  |  |  |  |
|                         |                         |                         |                         |                         |                         |                      |                      |                      |                      |                    |                    |                         |                         |                         |                         |                         |                         |                         |                         |                         |                         |                       |                       |                                  |                                  |                                  |                                  |                                  |                                  |                   |                   |                   |                   |                   |                   |                   |                   |                     |                     |                     |                     |                     |                     |  |  |  |  |  |  |
|                         |                         |                         |                         |                         |                         |                      |                      |                      |                      |                    |                    |                         |                         |                         |                         |                         |                         |                         |                         |                         |                         |                       |                       |                                  |                                  |                                  |                                  |                                  |                                  |                   |                   |                   |                   |                   |                   |                   |                   |                     |                     |                     |                     |                     |                     |  |  |  |  |  |  |
|                         |                         | Pòrcia Cató             | Pòrcia Cató             | Pòrcia Cató             | Pòrcia Cató             | Pòrcia Cató          | Pòrcia Cató          |                      |                      | Marc Juni Brutus x | Marc Juni Brutus x | Marc Juni Brutus x      | Marc Juni Brutus x      | Marc Juni Brutus x      | Marc Juni Brutus x      |                         |                         | Júnia Prima             | Júnia Prima             | Júnia Prima             | Júnia Prima             | Júnia Prima           | Júnia Prima           |                                  |                                  |                                  |                                  | Júnia Tèrcia                     | Júnia Tèrcia                     | Júnia Tèrcia      | Júnia Tèrcia      | Júnia Tèrcia      | Júnia Tèrcia      |                   |                   | Gai Cassi Longí x | Gai Cassi Longí x | Gai Cassi Longí x   | Gai Cassi Longí x   | Gai Cassi Longí x   | Gai Cassi Longí x   |                     |                     |  |  |  |  |  |  |
|                         |                         | Pòrcia Cató             | Pòrcia Cató             | Pòrcia Cató             | Pòrcia Cató             | Pòrcia Cató          | Pòrcia Cató          |                      |                      | Marc Juni Brutus x | Marc Juni Brutus x | Marc Juni Brutus x      | Marc Juni Brutus x      | Marc Juni Brutus x      | Marc Juni Brutus x      |                         |                         | Júnia Prima             | Júnia Prima             | Júnia Prima             | Júnia Prima             | Júnia Prima           | Júnia Prima           |                                  |                                  |                                  |                                  | Júnia Tèrcia                     | Júnia Tèrcia                     | Júnia Tèrcia      | Júnia Tèrcia      | Júnia Tèrcia      | Júnia Tèrcia      |                   |                   | Gai Cassi Longí x | Gai Cassi Longí x | Gai Cassi Longí x   | Gai Cassi Longí x   | Gai Cassi Longí x   | Gai Cassi Longí x   |                     |                     |  |  |  |  |  |  |
|                         |                         |                         |                         |                         |                         |                      |                      |                      |                      |                    |                    |                         |                         |                         |                         |                         |                         |                         |                         |                         |                         |                       |                       |                                  |                                  |                                  |                                  |                                  |                                  |                   |                   |                   |                   |                   |                   |                   |                   |                     |                     |                     |                     |                     |                     |  |  |  |  |  |  |
| Marc Porci Cató         | Marc Porci Cató         | Marc Porci Cató         | Marc Porci Cató         | Marc Porci Cató         | Marc Porci Cató         |                      |                      |                      |                      |                    |                    |                         |                         |                         |                         |                         |                         |                         |                         |                         |                         |                       |                       | Júnia Segona                     | Júnia Segona                     | Júnia Segona                     | Júnia Segona                     | Júnia Segona                     | Júnia Segona                     |                   |                   | Marc Emili Lèpid  | Marc Emili Lèpid  | Marc Emili Lèpid  | Marc Emili Lèpid  | Marc Emili Lèpid  | Marc Emili Lèpid  |                     |                     |                     |                     |                     |                     |  |  |  |  |  |  |
| Marc Porci Cató         | Marc Porci Cató         | Marc Porci Cató         | Marc Porci Cató         | Marc Porci Cató         | Marc Porci Cató         |                      |                      |                      |                      |                    |                    |                         |                         |                         |                         |                         |                         |                         |                         |                         |                         |                       |                       | Júnia Segona                     | Júnia Segona                     | Júnia Segona                     | Júnia Segona                     | Júnia Segona                     | Júnia Segona                     |                   |                   | Marc Emili Lèpid  | Marc Emili Lèpid  | Marc Emili Lèpid  | Marc Emili Lèpid  | Marc Emili Lèpid  | Marc Emili Lèpid  |                     |                     |                     |                     |                     |                     |  |  |  |  |  |  |
|                         |                         |                         |                         |                         |                         |                      |                      |                      |                      |                    |                    |                         |                         |                         |                         |                         |                         |                         |                         |                         |                         |                       |                       |                                  |                                  |                                  |                                  |                                  |                                  |                   |                   |                   |                   |                   |                   |                   |                   |                     |                     |                     |                     |                     |                     |  |  |  |  |  |  |
|                         |                         |                         |                         |                         |                         |                      |                      |                      |                      |                    |                    |                         |                         |                         |                         |                         |                         |                         |                         | Servília                | Servília                | Servília              | Servília              | Servília                         | Servília                         |                                  |                                  | Marc Emili Lèpid                 | Marc Emili Lèpid                 | Marc Emili Lèpid  | Marc Emili Lèpid  | Marc Emili Lèpid  | Marc Emili Lèpid  |                   |                   |                   |                   |                     |                     |                     |                     |                     |                     |  |  |  |  |  |  |
|                         |                         |                         |                         |                         |                         |                      |                      |                      |                      |                    |                    |                         |                         |                         |                         |                         |                         |                         |                         | Servília                | Servília                | Servília              | Servília              | Servília                         | Servília                         |                                  |                                  | Marc Emili Lèpid                 | Marc Emili Lèpid                 | Marc Emili Lèpid  | Marc Emili Lèpid  | Marc Emili Lèpid  | Marc Emili Lèpid  |                   |                   |                   |                   |                     |                     |                     |                     |                     |                     |  |  |  |  |  |  |